# Liste völkerwanderungszeitlicher Höhensiedlungen
Liste der völkerwanderungszeitlichen Höhensiedlungen (4.–6. Jahrhundert)

## Deutschland nördlich von Rhein und Donau

### Höhensiedlungen mit größeren Fundmengen
- Runder Berg (Baden-Württemberg)

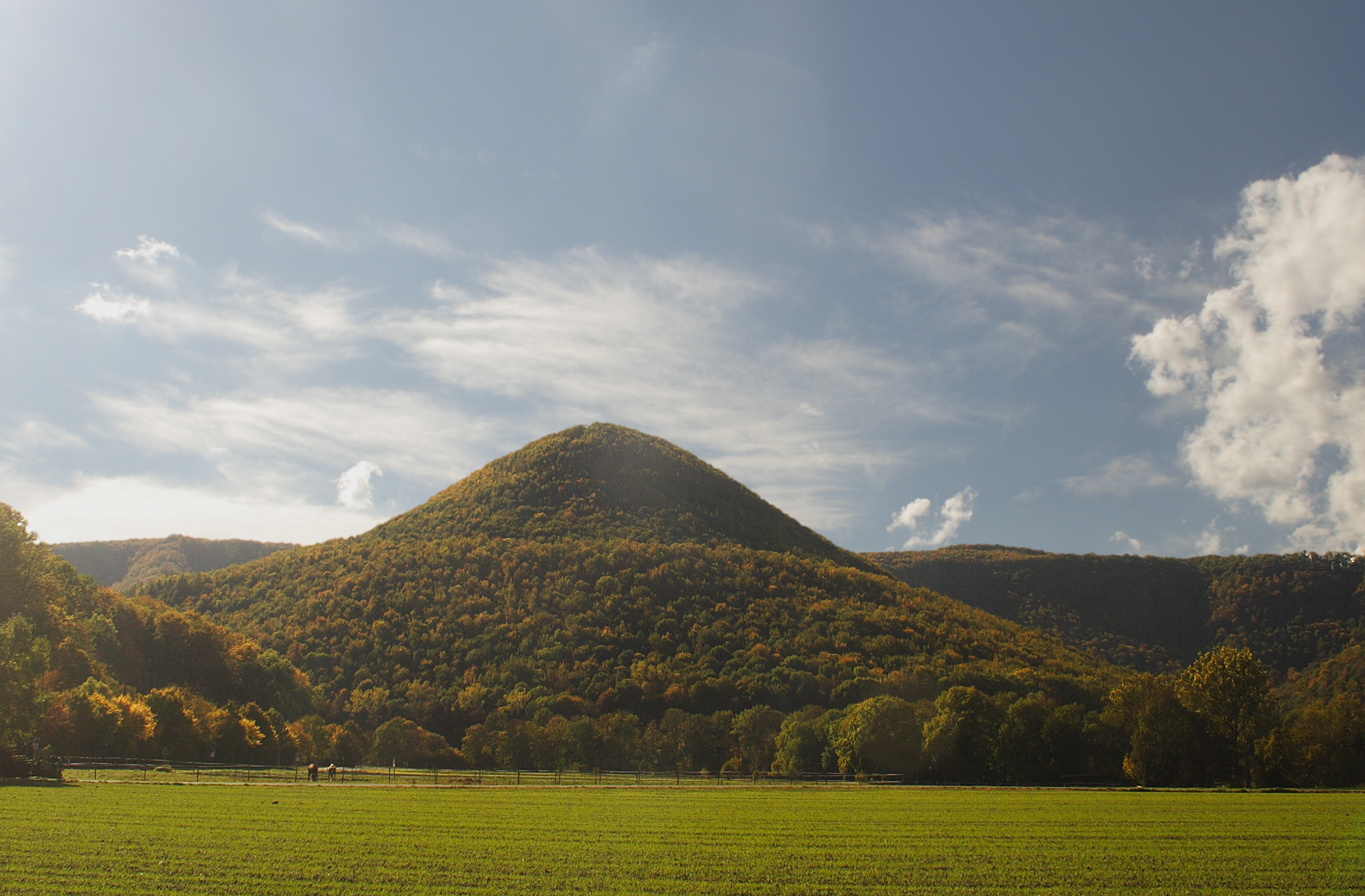
Runder Berg

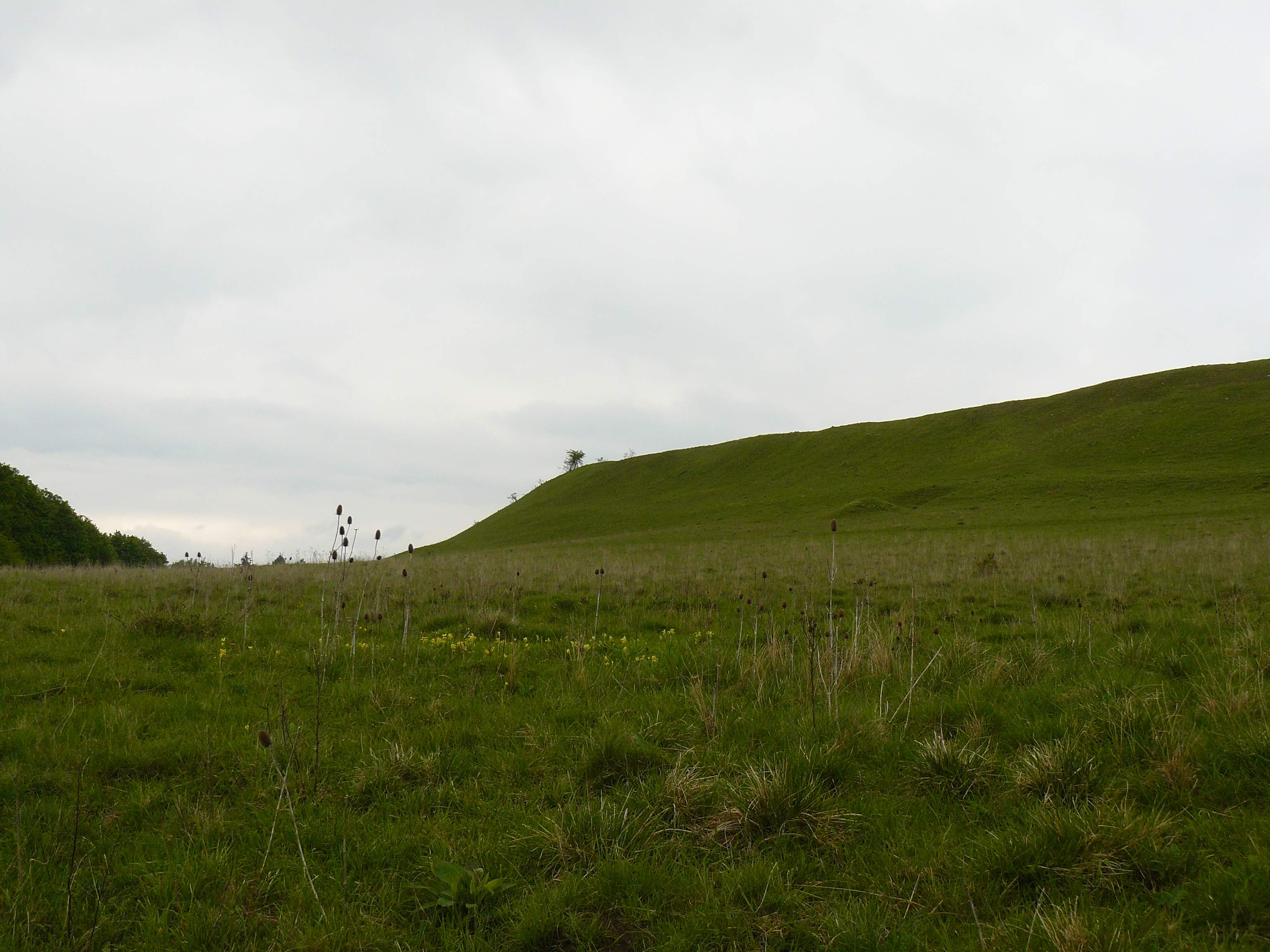
Gelbe Bürg

- Zähringer Burgberg (Baden-Württemberg)
- Wettenburg (Bayern)
- Dünsberg (Hessen)
- Glauberg (Hessen)
- Gelbe Bürg (Bayern)
- Houbirg (Bayern)
- Kügeleskopf bei Ortenberg (Baden-Württemberg)
- Geißkopf bei Berghaupten (Baden-Württemberg)
- Reisberg bei Scheßlitz (Bayern)

### Höhensiedlungen mit vereinzelten Funden
- Büraburg (Hessen)
- Gangolfsberg (Bayern)
- Staffelberg (Bayern)
- Tumberg bei Kasendorf (Bayern)
- Ehrenbürg (Bayern)
- Michelsberg bei Kipfenberg (Bayern)
- Rosenstein (Baden-Württemberg)
- Achalm (Baden-Württemberg)
- Lochenstein (Baden-Württemberg)
- Hohenkrähen (Baden-Württemberg)
- Burgberg bei Königstein (Hessen)
- Schanzenkopf bei Michelbach (Bayern)
- Alte Burg bei Biebergemünd (Hessen)
- Hammelberg bei Hammelburg (Bayern)
- Kleiner Gleichberg (Thüringen)
- Großer Gleichberg (Thüringen)
- Saupürzelberg bei Karlstadt (Bayern)
- Marienberg oberhalb Würzburgs (Bayern)
- Heuneburg auf der Altscheuer bei Lichtenberg (Hessen)
- Greinberg bei Miltenberg (Bayern)
- Schwanberg bei Iphofen (Bayern)
- Bullenheimer Berg (Bayern)
- Burgstall bei Oberhöchstädt-Dachsbach (Bayern)
- Sulzbürg (Bayern)
- Hesselberg (Bayern)
- Goldberg bei Goldburghausen (Baden-Württemberg)
- Waldenbühl bei Donzdorf
- Heuneburg bei Hundersingen
- Lenensburg bei Betznau (Baden-Württemberg)
- Wallburg Kegelriss bei Ehrenstetten (Baden-Württemberg)
- Feimlisburg (Baden-Württemberg)
- Wiesentfeld, Stadt Hollfeld (Bayern)
- Dreifaltigkeitsberg (Baden-Württemberg)
- Eggolsheim-Drügendorf (Bayern)
- Heiligenberg bei Heidelberg (Baden-Württemberg)
- Calverbühl bei Dettingen (Baden-Württemberg)
- Lehenbühl bei Fridingen (Baden-Württemberg)
- Schalksburg bei Laufen (Baden-Württemberg)
- Giechburg (Bayern)
- Hoher Knock bei Hollfeld-Loch (Bayern)
- Heidelberg bei Egloffstein-Schweinthal (Bayern)
- Schlossberg bei Geisfeld (Bayern)
- Wartberg bei Friesen (Bayern)
- Hals bei Bodman-Ludwigshafen (Baden-Württemberg)
- Alte Burg bei Arnstadt (Thüringen)
- Hasenburg bei Haynrode (Thüringen)
- Gaulskopf bei Ossendorf (Nordrhein-Westfalen)
- Dornburg bei Frickhofen (Hessen)
- Kirchberg bei Bornstedt (Sachsen-Anhalt)
- Schlossberg bei Seeburg (Sachsen-Anhalt)
- Kirchberg bei Bösenburg (Sachsen-Anhalt)
- Streitberg (Bayern)

## Deutschland links des Rheins

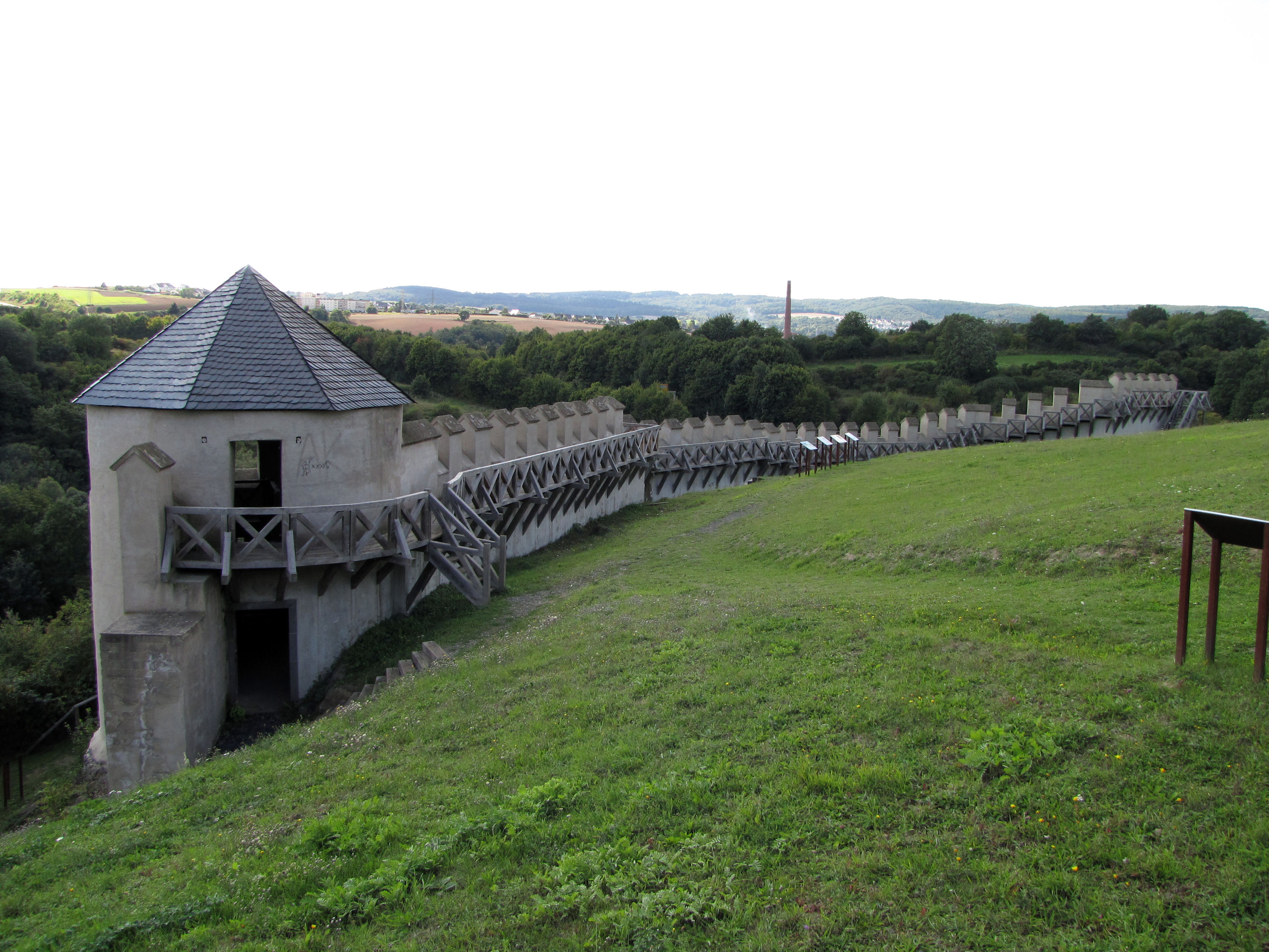
Rekonstruktion der Spätrömischen Höhenbefestigung Katzenberg

- Tomburg bei Wormersdorf (Nordrhein-Westfalen)
- Landskrone bei Lohrsdorf (Rheinland-Pfalz)
- Burgberg, Insul (Rheinland-Pfalz)
- Alte Burg, Reifferscheid (Rheinland-Pfalz)
- Wernerseck bei Ochtendung (Rheinland-Pfalz)
- Niederburg in Kobern-Gondorf (Rheinland-Pfalz)
- Burgberg Polch (Rheinland-Pfalz)
- Katzenberg bei Mayen
- Thurandt bei Alken (Rheinland-Pfalz)
- Ehrenburg bei Brodenbach (Rheinland-Pfalz)
- Bischofstein bei Lasserg (Rheinland-Pfalz)
- Hochkelberg, Eifel (Rheinland-Pfalz)
- Arensberg bei Walsdorf (Rheinland-Pfalz)
- Burgberg Lissendorf (Rheinland-Pfalz)
- Auberg, Gerolstein (Rheinland-Pfalz)
- Burgberg Daun (Rheinland-Pfalz)
- Burgberg Hambuch (Rheinland-Pfalz)
- Kuhkeller bei Binningen (Rheinland-Pfalz)
- Zillesberg, Treis-Karden (Rheinland-Pfalz)
- Coraidelstein, Klotten (Rheinland-Pfalz)
- Burgberg Beilstein (Rheinland-Pfalz)
- Hangelenberg, Sankt Aldegund (Rheinland-Pfalz)
- Petersberg bei Neef (Rheinland-Pfalz)
- Arras bei Alf (Rheinland-Pfalz)
- Marienburg bei Zell (Rheinland-Pfalz)
- Alteburg, Zell (Rheinland-Pfalz)
- Entersburg, Hontheim (Rheinland-Pfalz)
- Lüxemkopf bei Wittlich (Rheinland-Pfalz)
- Starkenburg (Rheinland-Pfalz)
- Göckelsberg bei Traben-Trarbach (Rheinland-Pfalz)
- Landshut bei Bernkastel (Rheinland-Pfalz)
- Schloss Veldenz (Rheinland-Pfalz)
- Burglay bei Minheim (Rheinland-Pfalz)
- Templkopf bei Neumagen-Dhron (Rheinland-Pfalz)
- Leiköppchen bei Speicher (Rheinland-Pfalz)
- Burgberg Mastershausen (Rheinland-Pfalz)
- Colai bei Kinheim (Rheinland-Pfalz)
- Kammerknippchen bei Mehring (Rheinland-Pfalz)
- Burgkopf Büdlich (Rheinland-Pfalz)
- Harpelstein bei Horath (Rheinland-Pfalz)
- Wildenburg bei Kempeld (Rheinland-Pfalz)
- Schmidtburg bei Schneppendorf (Rheinland-Pfalz)
- Schloss Daun (Rheinland-Pfalz)
- Stahleck bei Bacharach (Rheinland-Pfalz)

## Belgien und Nordostfrankreich
- Furfooz (Dinant, Provinz Namur)
- Vireux-Molhain oberhalb von Vireux-Wallerand
- Samson (Provinz Namur)
- Eprave (Rochefort, Provinz Namur)

## Alpenrheingebiet
- Heidenburg bei Göfis
- Auf Krüppel bei Schaan
- Ochsenberg bei Wartau

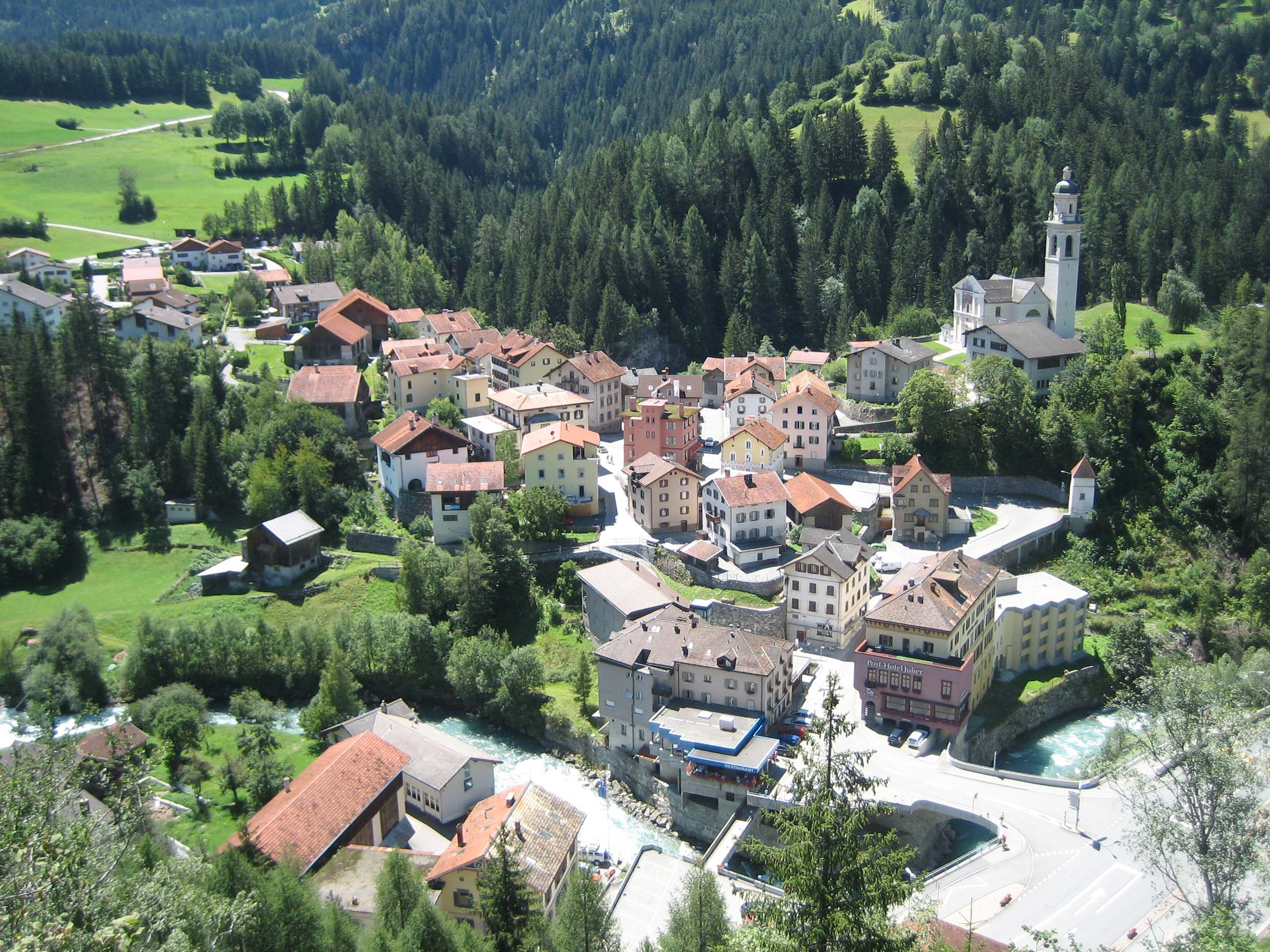
Tiefencastel

- St. Georgsberg südöstlich von Berschis
- Castels in Mels
- Tiefencastel
- Castiel-Carschlingg
- Tummihügel bei Maladers
- Grepault bei Trun
- Burg Schiedberg bei Sagens

## Schweizer Jura
- Ruine Frohburg
- Wittnauer Horn
- Mont Terri
- Châtel d’Arrufens
- Bois de Châtel

## Niederösterreich nördlich der Donau

### Besiedelung durch größere Fundmengen bestätigt
- Oberleiser Berg
- Umlaufberg bei Altenburg

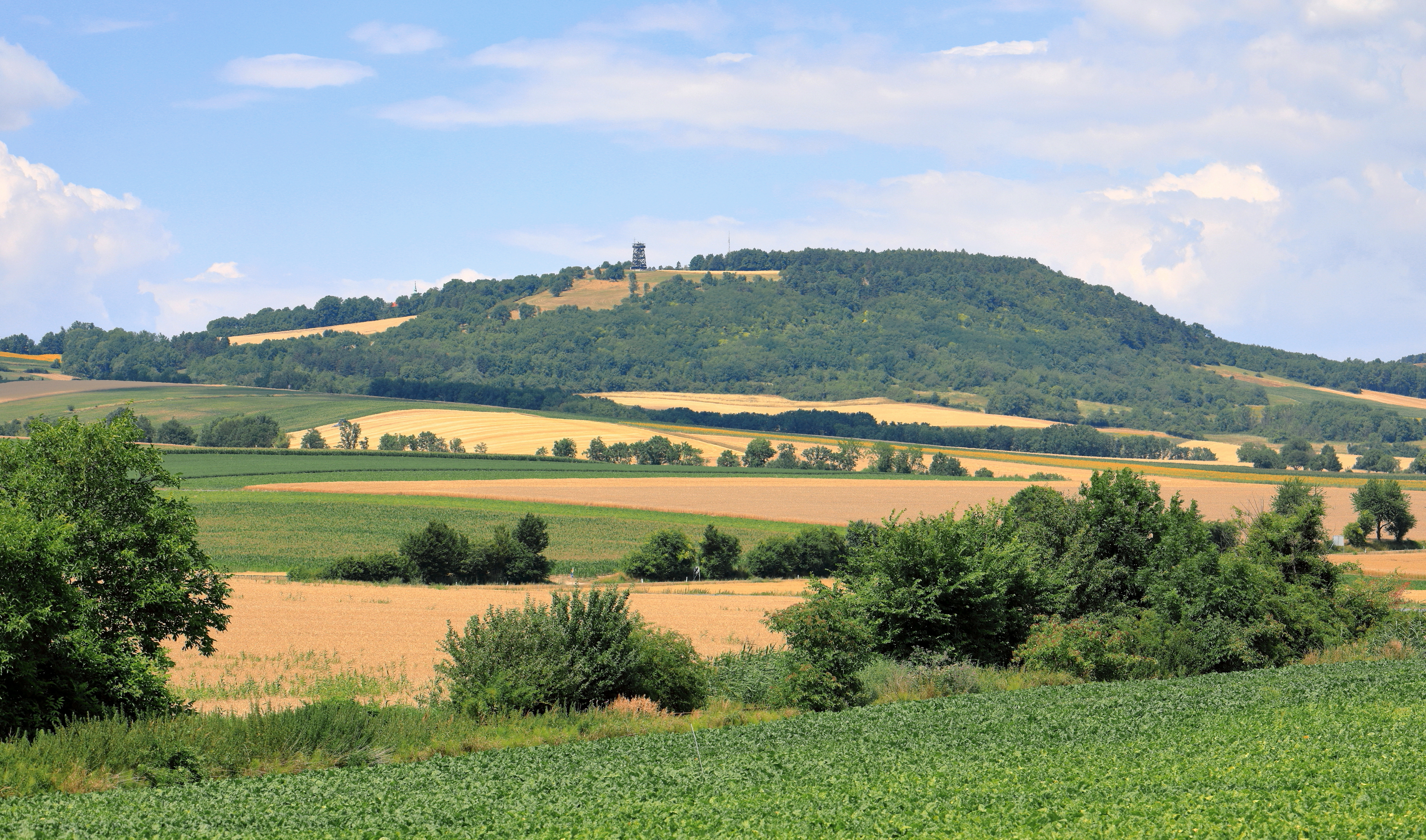
Oberleiser Berg

- Heidenstatt am Osthang des Manhartsberges bei Limberg
- Schanzberg bei Thunau am Kamp
- Burgstall von Schiltern

### Einzelfunde die auf eine Besiedelung hinweisen
- Vitusberg bei Grafenberg
- Kalte Stube und Haberg bei Puch
- Kirchenberg von Stillfried an der March

## Kärnten, Nord- und Osttirol
- Holzer Berg im historischen Teurnia
- Ulrichsberg (bei der historischen Stadt Virunum)
- Grazerkogel (bei Virunum)
- Kirchbichl in Lavant
- Hemmaberg in Kärnten
- Duel in Kärnten

## Steiermark
- Knallwand am Dachstein

## Südtirol
- Säbener Berg
- Vigiliusbühl bei Perdonig
- Castelfeder

## Trentino

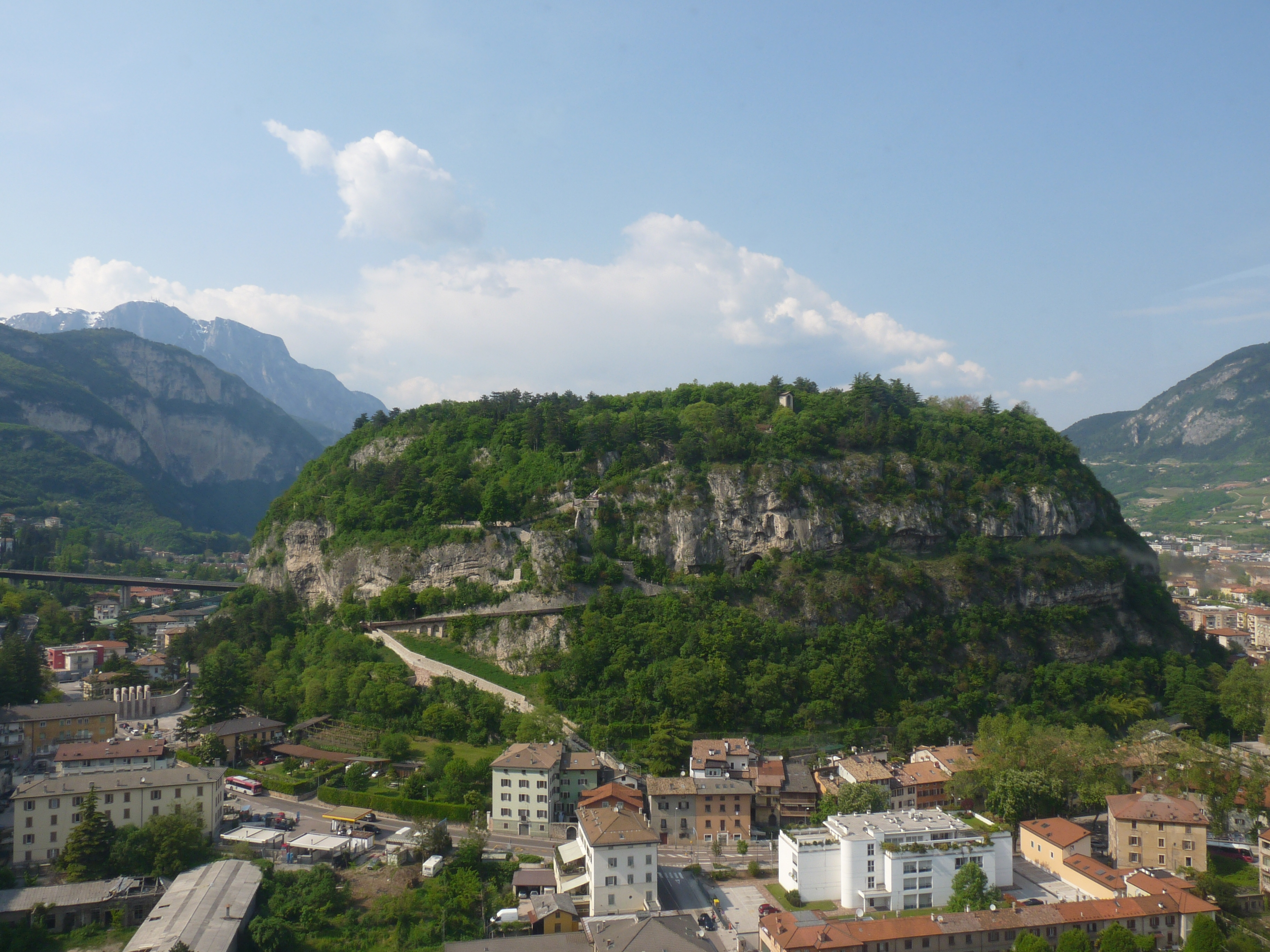
Der Doss Trento in Trient

- Doss Trento in Trient
- Garda

## Friaul
- Kastell Ibligo auf dem Monte Santina

## Slowenien
- Birnbaumer Wald
- Tonovcov grad
- Rifnik (Gemeinde Šentjur pri Celju)

## Serbien
- Festung von Belgrad (Singidunum)
- Justiniana Prima

## Nördliches Karpatenbecken
- Hradisko bei Bojná
- Rybník-Krivín rund 10 km von Levice entfernt
- Banská Bystrica-Sásová
- Burg Devín (Bratislava)
- Lazisko (Bezirk Liptovský Mikuláš)
- Liptovský Jan (Bezirk Liptovský Mikuláš)
- Turík (Bezirk Ružomberok)
- Zobor bei Nitra